# بویر (میزوری)
بویر (به انگلیسی: Bevier) یک شهر در ایالات متحده آمریکا است که در شهرستان مکون، میزوری واقع شده‌است. بویر ۲٫۶۷ کیلومتر مربع مساحت و ۷۱۸ نفر جمعیت دارد و ۲۴۱ متر بالاتر از سطح دریا قرار دارد.